# Cyperus mauretaniensis
Cyperus mauretaniensis är en halvgräsart som beskrevs av Väre och Ilkka Toivo Kalervo Kukkonen. Cyperus mauretaniensis ingår i släktet papyrusar, och familjen halvgräs.
Artens utbredningsområde är Mauretanien. Inga underarter finns listade i Catalogue of Life.